# Ines Varenkamp
Ines Varenkamp née le 15 novembre 1963 à Varel, est une coureuse cycliste allemande.

## Palmarès

### Palmarès par années
- 1979
  - 9e du championnat du monde sur route
- 1982
  -  Championne d'Allemagne de course aux points
- 1983
  - Breukelen
- 1984
  - 2e du championnat d'Allemagne sur route
- 1985
  - 2e de Général Omloop van 't Molenheike
- 1986
  - 3e du Championnat d'Allemagne de la poursuite
- 1987
  - 2e de Général Omloop van 't Molenheike
  - 8e du championnat du monde de contre-la-montre par équipes
- 1988
  -  Championne d'Allemagne sur route
  - 2e de Général Omloop van 't Molenheike
  - 4e du championnat du monde de contre-la-montre par équipes